# Sonnenfinsternis vom 11. Mai 2097
Die totale Sonnenfinsternis vom 11. Mai 2097 spielt sich größtenteils über dem Nordpazifik, Nordamerika, im Nordwesten Europas und der Arktis ab.
Die Finsternis ist die letzte zentrale Finsternis in Europa im 21. Jahrhundert.
Das Maximum der Finsternis liegt nördlich von Fairbanks in Alaska, ca. 30 km westlich der Siedlung Wiseman, die Dauer der Totalität beträgt dort 3 Minuten und 10 Sekunden.

## Verlauf
Die Finsternis beginnt über dem Nordpazifik bei Sonnenaufgang und der Mondschatten wandert rasch in nordöstlicher Richtung und trifft auf der Alaska-Halbinsel erstmals auf das Festland. Mit Unimak Island wird auch die östlichste Insel der Aleuten vom Mondschatten berührt. Im weiteren Verlauf wird Alaska überstrichen. Leider liegen weder Anchorage noch Fairbanks im Pfad der Totalität. Der Schatten rast dann über den Arktischen Ozean zwischen dem Nordpol und Grönland vorbei und erreicht die Inselgruppe Spitzbergen. Zum Sonnenuntergang wird dann der äußerste Nordosten Norwegens und die Halbinsel Kola erreicht, wo die Finsternis endet.

## Orte in der Totalitätszone
| Land         | Ort | Dauer  | Uhrzeit (UT) | Bemerkung                       |
| ------------ | --- | ------ | ------------ | ------------------------------- |
| USA (Alaska) | False Pass | 1m 44s | 18:04        |                                 |
| USA (Alaska) | King Salmon | 3m 1s  | 18:13        |                                 |
| USA (Alaska) | Nenana | 1m 53s | 18:26        |                                 |
| USA (Alaska) | Kreuzungspunkt von Zentrallinie mit Dalton Highway (Etwa 3 km nördlich von „Finger Mountain“ (MP 98), 66.3797° N 150.5045° W) | 3m 10s | 18:29        |                                 |
| Spitzbergen  | Longyearbyen | 2m 18s | 19:26        |                                 |
| Norwegen     | Vardø | 1m 43s | 19:22        | Sonne steht tief                |
| Russland     | Murmansk | 1m 28s | 19:27        | Sonne berührt fast den Horizont |

## Sichtbarkeit im deutschsprachigen Raum
Da im deutschsprachigen Raum zur Zeit der Finsternis die Nacht beginnt, kommt es nur im äußersten Norden bei Sonnenuntergang zu einer geringfügigen Verfinsterung.